# Minnesang
Minnesang er en særlig tradition af sunget kærlighedslyrik, som blev dyrket i den tyske adel fra ca. 1150-1400. (Minne betyder kærlighed). De første minnesangere var formodentlig inspirerede af de franske troubadourer og trouvèrer.

## Minnesangere
- Dietmar von Eist
- Hartmann von Aue
- Oswald von Wolkenstein
- Walther von der Vogelweide
- Tannhäuser
- Wolfram von Eschenbach

| Musik | Spire Denne musikartikel er en spire som bør udbygges. Du er velkommen til at hjælpe Wikipedia ved at udvide den. |